# Кулички (Волгоградская область)
Кулички — хутор в Нехаевском районе Волгоградской области России. Входит в состав Родничковского сельского поселения. Население 88 чел. (2010) .

## История
В соответствии с Законом Волгоградской области от 24 декабря 2004 года № 977-ОД «Об установлении границ и наделении статусом Нехаевского района и муниципальных образований в его составе», хутор вошёл в состав образованного Родничковского сельского поселения.

## География
Расположен в северо-западной части региона, в пределах Калачской возвышенности, относящейся к Восточно-Европейской равнине,.
Уличная сеть состоит из четырёх географических объектов: Молодёжный пер., Школьный пер., ул. Заярская и ул. Центральная.
Абсолютная высота 145 метров над уровнем моря.

## Население
| 2010 |
| ---- |
| 88   |

Гендерный состав
По данным Всероссийской переписи населения 2010 года в гендерной структуре населения из 88 человек мужчин — 46, женщин — 42 (52,3 и 47,7 % соответственно).
Национальный состав
Согласно результатам переписи 2002 года, в национальной структуре населения
русские составляли 89 % из общей численности населения в 226 чел..

## Инфраструктура
Личное подсобное хозяйство.

## Транспорт
Просёлочные дороги.